# 游艾喆
游 艾喆（ユウ・アイチェ、2002年2月14日 - ）は、台湾の男子プロバスケットボール選手である。ポジションはポイントガード。B.LEAGUEの滋賀レイクス所属。民族はタイヤル族。

## 来歴
能仁家商高では台湾高校リーグ優勝2度で2020年には最優秀選手にも選ばれた。
国立政治大では台湾大学リーグ4連覇で個人としてもアシスト王とスティール王を獲得し、2022・2023年の2年連続でMVPにも選ばれている。
大学卒業後の2024年、滋賀レイクスとプロ契約。

### チャイニーズタイペイ代表
大学在学中の2022年、2023年FIBAバスケットボール・ワールドカップアジア予選にチャイニーズタイペイ代表に選出、
2024年、2025年FIBAアジアカップ予選のチャイニーズタイペイ代表にも選出されている。

## チャイニーズタイペイ代表歴
- 2021ワールドユニバーシティゲームズ
- 2023FIBAワールドカップアジア予選
- 2025FIBAアジアカップ予選